# Uehlfeld
Uehlfeld est une commune de Bavière (Allemagne), située dans l'arrondissement de Neustadt an der Aisch-Bad Windsheim, dans le district de Moyenne-Franconie.

## Personnalités liées à la ville
- Johann Georg Feder (1740-1821), philosophe né à Schornweisbach.